# Seaham
Seaham est une ville anglaise située dans le comté de Durham, au Royaume-Uni. En 2011, sa population était de 20 172 habitants.

## Jumelage
- Gerlingen (Allemagne) depuis 1988[2]

## Personnalités liées à la ville
- Terry Fenwick (1959-), joueur de football, y est né ;
- George Holley (1885-1942), joueur de football, y est né ;
- Brian Marwood (1960-), joueur de football, y est né.